# Jeff Cowan
Jeffrey „Jeff“ Cowan (* 27. September 1976 in Scarborough, Ontario) ist ein ehemaliger kanadischer Eishockeyspieler und -trainer, der als linker Flügelstürmer  unter anderem 423 Spiele für die Calgary Flames, Atlanta Thrashers, Los Angeles Kings und Vancouver Canucks in der National Hockey League (NHL) bestritten hat. Darüber hinaus spielte Cowan einige Jahre in der American Hockey League (AHL) sowie eine Spielzeit bei den Iserlohn Roosters in der Deutschen Eishockey Liga. 

## Karriere
Cowan begann seine Karriere als Eishockeyspieler in der kanadischen Juniorenliga Ontario Hockey League (OHL), in der er von 1993 bis 1996 für die Guelph Storm und Barrie Colts aktiv war. In diesem Zeitraum erhielt er am 2. Oktober 1995 als Free Agent einen Vertrag bei den Calgary Flames. Zunächst spielte der Angreifer jedoch drei Jahre lang ausschließlich für deren Farmteams, die Saint John Flames aus der American Hockey League (AHL) und die Roanoke Express aus der East Coast Hockey League (ECHL), ehe er in der Saison 1999/2000 sein Debüt in der National Hockey League (NHL) für Calgary gab. In seinem Rookiejahr erzielte der Linksschütze fünf Scorerpunkte in 13 Spielen.
Nach insgesamt fünf Jahren in der Organisation der Flames wurde den Kanadier Mitte Dezember 2001 gemeinsam mit den Transferrechten an Kurtis Foster im Tausch für Petr Buzek und einem Sechstrunden-Wahlrecht im NHL Entry Draft 2004 zu ihrem Ligarivalen Atlanta Thrashers transferiert, für den er die folgenden zwei Jahre in der NHL auflief. Anschließend wurde er kurz vor dem Ende der Trade Deadline in der Saison 2003/04 im Tausch für Kip Brennan an die Los Angeles Kings abgegeben. Den LA Kings blieb Cowan auch über die Lockout-Saison 2004/05 erhalten. Zu Beginn der Spielzeit 2006/07 wechselte über die Waiver-Liste zu den Vancouver Canucks, bei denen er 2008 jedoch keinen neuen Vertrag erhielt. In der Saison 2008/09 ausschließlich für die Peoria Rivermen in der AHL auf dem Eis stand. Im August 2009 erhielt Cowan einen Einjahresvertrag bei den Buffalo Sabres aus der NHL, kam aber auch dort nicht über einen AHL-Kaderplatz bei den Portland Pirates hinaus. Die Spielzeit 2010/11 verbrachte er schließlich auf Basis eines Probevertrags bei den Toronto Marlies in der AHL.
Im August 2011 verließ der Kanadier den nordamerikanischen Kontinent und unterschrieb Cowan einen Vertrag bei den Iserlohn Roosters aus der Deutschen Eishockey Liga (DEL). Für die Sauerländer bestritt er im Verlauf der Saison 2011/12 insgesamt 53 Spiele und beendete im Anschluss an die Spielzeit seine aktive Karriere im Alter von 35 Jahren. 
Danach begann Cowan als Trainer zu arbeiten und war zwischen 2013 und 2021 als Assistenztrainer bei den Saint John Sea Dogs aus der kanadischen Juniorenliga Ligue de hockey junior majeur du Québec (LHJMQ) tätig. Mit den Sea Dogs, bei denen er in der Saison 2019/20 zwischenzeitlich auch Cheftrainer war, gewann er im Jahr 2017 die Coupe du Président. In der Saison 2022/23 war er als Assistenztrainer der Grand Falls Rapids in der MJAHL tätig.

## Erfolge und Auszeichnungen
- 2017 Coupe-du-Président-Gewinn mit den Saint John Sea Dogs (als Assistenztrainer)

## Karrierestatistik
(Legende zur Spielerstatistik: Sp oder GP = absolvierte Spiele; T oder G = erzielte Tore; V oder A = erzielte Assists; Pkt oder Pts = erzielte Scorerpunkte; SM oder PIM = erhaltene Strafminuten; +/− = Plus/Minus-Bilanz; PP = erzielte Überzahltore; SH = erzielte Unterzahltore; GW = erzielte Siegtore; 1 Play-downs/Relegation; Kursiv: Statistik nicht vollständig)